# Square Trousseau
Le square Trousseau est un square du 12e arrondissement de Paris. 

## Situation et accès
De forme rectangulaire, il est délimité par la rue du Faubourg-Saint-Antoine (espace séparant le no 106 et le no 118), la rue Charles-Baudelaire, la rue Théophile-Roussel et la rue Antoine-Vollon. Il abrite un kiosque à musique et des jeux pour enfants. Une partie florale y est préservée du côté de la rue du Faubourg-Saint-Antoine.
Le site est accessible par le 2, rue Antoine-Vollon.
Il est desservi par la ligne 8 à la station Ledru-Rollin.

## Origine du nom
Il rend hommage au médecin, clinicien et homme politique français Armand Trousseau (1801-1867).

## Historique
Il existait un cimetière des Enfants-Trouvés, aujourd'hui disparu. Le corps décapité de la princesse de Lamballe (1749-1792), amie de Marie-Antoinette, y fut jeté après son lynchage devant la prison de la Force. On y adjoignit sa tête qu'un citoyen avait récupérée après qu'elle a été exhibée dans Paris, plantée au bout d'une pique.
Le square a également été l'emplacement de l'hôpital des Enfants-Trouvés. L'Hôpital général acquit en 1674 les terrains situés entre la rue du Faubourg-Saint-Antoine, la rue de Cotte, la rue de Charenton et la rue Traversière pour y édifier un hospice destiné aux enfants trouvés. Environ un millier d'enfants étaient abandonnés chaque année à Paris. L'hospice en accueillait six cents, dont s'occupaient les Sœurs de la charité.
Devenu une annexe de l'Hôtel-Dieu de Paris, l'hospice des Enfants-Trouvés fut rebaptisé « hôpital Sainte-Marguerite » en 1839 avant d'être transformé en 1854 en hôpital pour enfants malades sous le nom d'« hôpital Sainte-Eugénie ». Appelé « Trousseau » en 1880, il fut démoli en 1902 et le nom de Trousseau fut transféré à l’hôpital Armand-Trousseau de l’avenue du Docteur-Arnold-Netter.

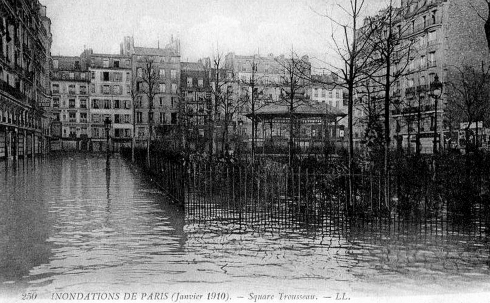
Le square Trousseau lors des inondations de 1910.
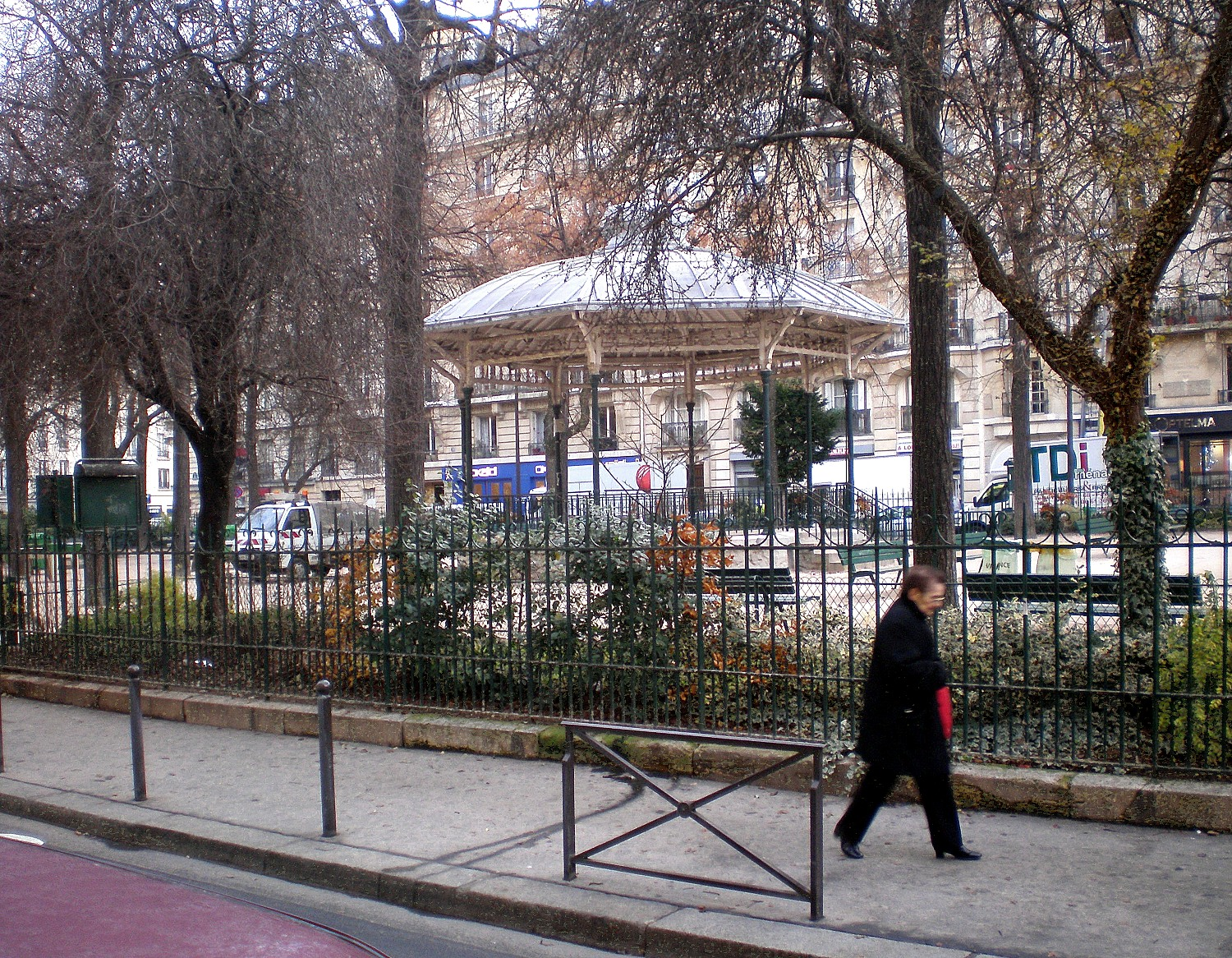
Square Trousseau, Paris 12e.

## Activités
Un vide-greniers y est organisé tous les ans.
Le festival Kiosquorama anime également le square et son kiosque à musique chaque mois de septembre avec concerts, ateliers…

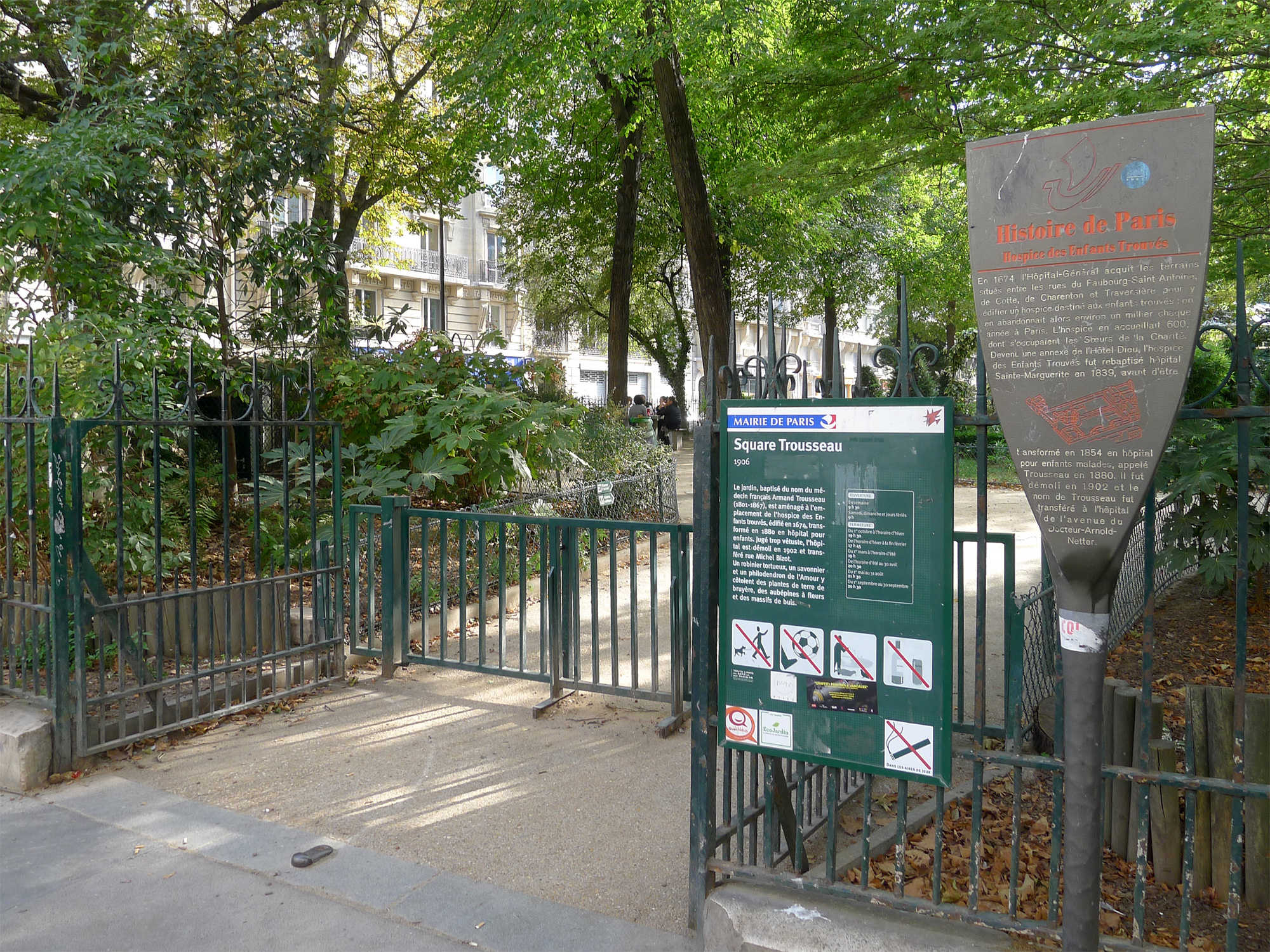
Grilles du square, rue du Faubourg-Saint-Antoine.
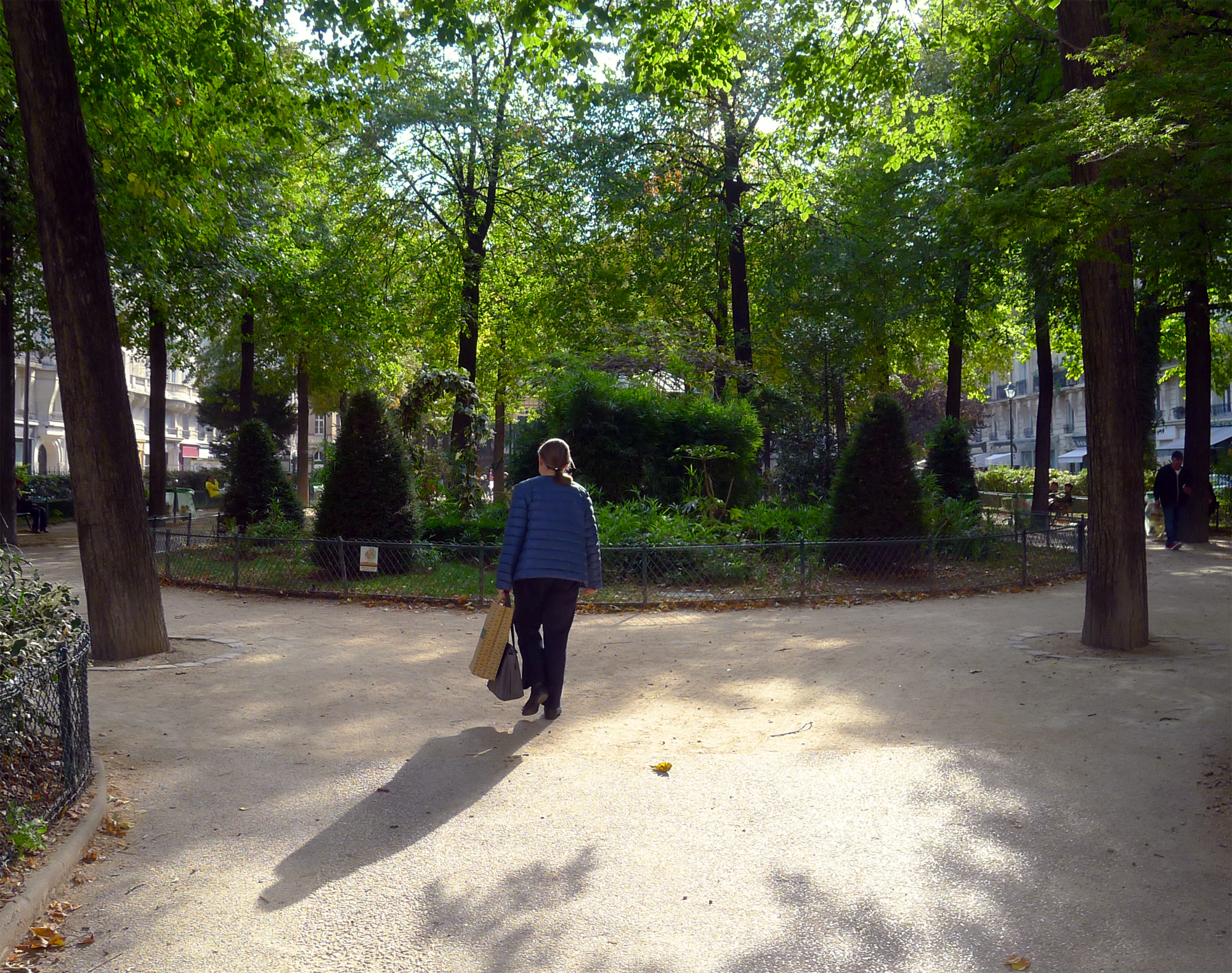
Entrée du square, du côté de la rue du Faubourg-Saint-Antoine.
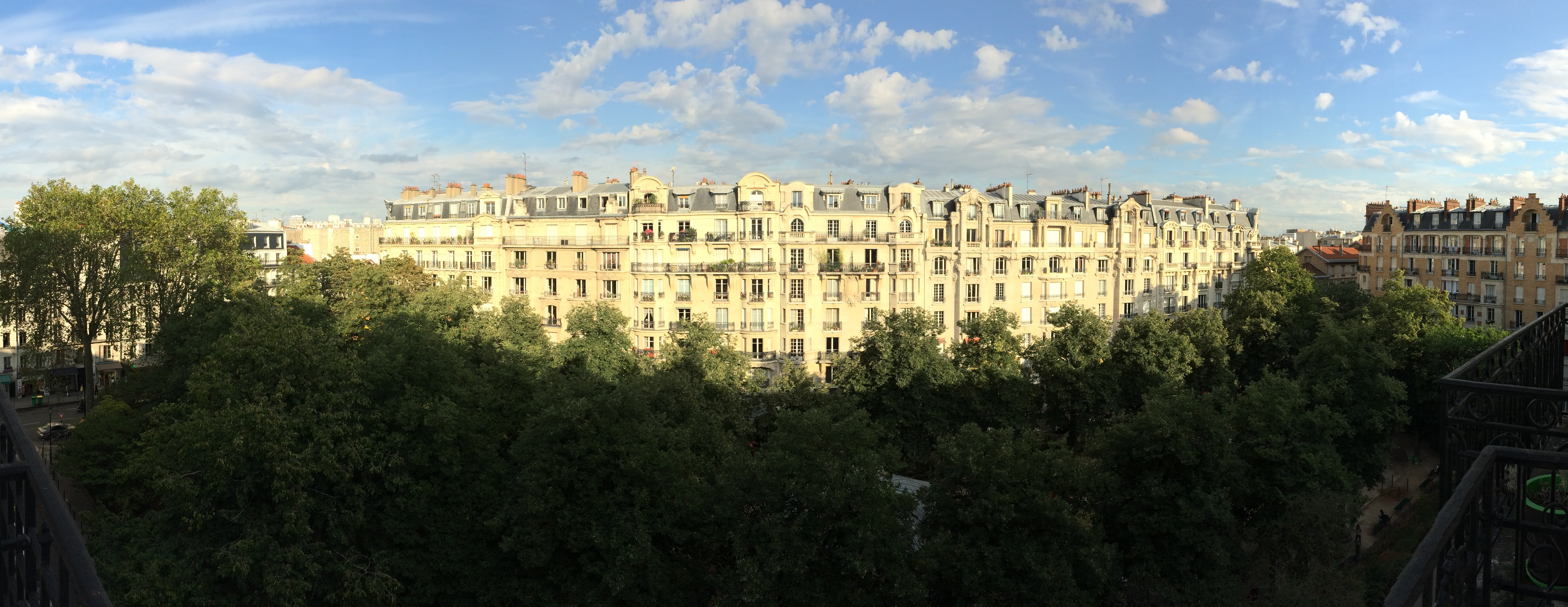
Le square Trousseau et les immeubles de la rue Charles-Baudelaire.